# Министр иностранных дел Анголы
Министр иностранных дел Анголы — министерский пост правительстве Анголы, который занимается иностранными делами Анголы. Пост учреждён в 1975 году, после получения Анголой независимости. Нынешний министр иностранных дел — Тете Антониу.

## Министры иностранных дел Анголы
- Жозе Эдуарду душ Сантуш — (11 ноября 1975 — 28 ноября 1976);
- Паолу Тейшейра Жоржи — (28 ноября 1976 — 20 октября 1984);
- Жозе Эдуарду душ Сантуш — (21 октября 1984 — 7 марта 1985);[1]
- Афонсу Ван-Дунем М'Бинда — (7 марта 1985 — 23 января 1989);
- Педру ди Каштру Ван-Дунем — (23 января 1989 — ноябрь 1992);
- Вененсиу да Силва Моура — (2 декабря 1992 — 30 января 1999);
- Жоао Бернарду де Миранда — (30 января 1999 — 1 октября 2008);
- Ассунсао Афонсу де Соуза душ Анжус — (1 октября 2008 — 21 ноября 2010);
- Жоржи Ребелу Пинту Чикоти — (21 ноября 2010 — 28 сентября 2017);
- Мануэл Домингуш Аугусто — (2017 — 2020);
- Тете Антониу — (2020 — н. в.).